# Яо Ламберт Амані
Яо Ламберт Амані (фр. Yao Lambert Amani, нар. 17 вересня 1963) — івуарійський футболіст, що грав на позиції нападника, зокрема за національну збірну Кот-д'Івуару.

## Клубна кар'єра
У дорослому футболі дебютував 1981 року виступами за команду «Ріо Спорт», в якій провів чотири сезони. 
Протягом 1986—1988 років захищав кольори клубу «Африка Спортс», у складі якого тричі поспіль ставав чемпіоном Кот-д'Івуару.
Згодом приєднався до «АСЕК Мімозас». Відіграв за абіджанську команду наступні чотири сезони своєї ігрової кар'єри, три з яких знову стали для гравця чемпіонськими.
Завершив ігрову кар'єру у команді «Африка Спортс», до якої повернувся 1993 року і кольори якої захищав до припинення виступів на професійному рівні у 1996.

## Виступи за збірну
1987 року дебютував в офіційних матчах у складі національної збірної Кот-д'Івуару.
У складі збірної був учасником розіграшів Кубка африканських націй 1990 в Алжирі та Кубка африканських націй 1994 року в Тунісі, де разом з командою здобув «срібло».
Загалом протягом кар'єри в національній команді, яка тривала 8 років, провів у її формі 20 матчів, забивши 4 голи.

## Титули і досягнення
- Бронзовий призер Кубка африканських націй: 1994